# Rob Parry
Rob Parry (Den Haag, 1925 – aldaar, 27 februari 2023) was een Nederlandse ontwerper en docent vormgeving.

## Leven en werk

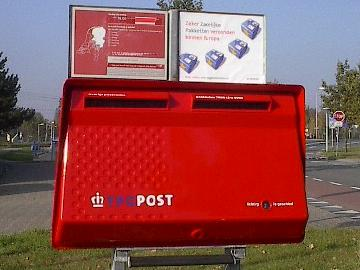
de rode brievenbus

Rob Parry studeerde van 1945 tot 1949 binnenhuisarchitectuur aan de Koninklijke Academie van de Beeldende Kunsten in zijn geboorteplaats Den Haag. Zijn leraren waren onder andere Paul Schuitema en Cor Alons. Een andere belangrijke leermeester was Gerrit Rietveld, bij wie Parry als student een tijd heeft gewerkt.
In 1950 richtte hij zijn eigen ontwerpbureau op. Van 1954 tot 1958 was Emile Truijen zijn compagnon. Ze ontwierpen winkelinrichtingen, stands op beurzen, exposities en enige producten. Hun bekendste werk is de rode brievenbus voor de PTT, ontworpen in 1957. Tot de jaren zestig lag de nadruk van Parry lag op het ontwerpen van meubels, onder andere voor Meubelindustrie Gelderland. Een groot succes bij Gelderland werd zijn matrasfauteuil (model ‘1611’) die in een oplage van meer dan 60 duizend stuks is geproduceerd. Kenmerkend voor zijn stijl zijn de elegante lijnen en de manier waarop materialen zijn toegepast. Naast werkzaam te zijn als industrieel ontwerper was Parry van 1962 tot 1990 ook werkzaam als docent architectonische vormgeving aan de Academie van Beeldende Kunsten in Rotterdam, later bij de Willem de Kooning Academie. In de loop van de jaren zestig verschuift de interesse van Parry van stoelen naar product design, interieurontwerp en vormgeving van stands en tentoonstellingen. Daarnaast blijft hij tot in de jaren negentig actief op het gebied van product design zoals sieraden, belettering en speelgoed.
Sinds 2018 worden verschillende van zijn ontwerpen, zoals de Lotus en de 1611 fauteuils, uit de jaren vijftig weer in productie genomen bij de sociale onderneming Sixty Fruits.
Hij werd 97 jaar oud.